# Manuel Poppinger
Manuel Poppinger   (Innsbruck, 19 de maig de 1989) és un esportista austríac que va competir en salt d'esquí. Va guanyar una medalla de plata al Campionat Mundial d'Esquí Nòrdic de 2015, en el trampolí gran per equips.

## Palmarès internacional
| Campionat Mundial d'Esquí Nòrdic | Campionat Mundial d'Esquí Nòrdic | Campionat Mundial d'Esquí Nòrdic | Campionat Mundial d'Esquí Nòrdic |
| Any                              | Lloc                             | Medalla                          | Prova                            |
| -------------------------------- | -------------------------------- | -------------------------------- | -------------------------------- |
| 2015                             | Falun Suècia                     | 2                                | TG per equip                     |